# Spirochaetes
Spirochetele reprezintă o grupă a bacteriilor de forma spiralată ce au corpul acoperit de 7-14 spirale, corpul fiind învelit cu înveliș flexibil ceea ce permite o mobilitate și o mare varietate de mișcări.
Unele spirochete (genurile Spirochaeta și Saprospira) sunt saprofite și trăiesc în apă și în intestinul animalelor cu sânge rece; altele sunt patogene pentru om și animale cu sânge cald (exemple: Leptospira, Treponema pallidum, agentul patogen al sifilisului; Borrelia recurentis agentul febrei recurente).

## Filogenie
|  | Turneriella parva (Hovind-Hougen et al. 1982) Levett et al. 2005                                                               |
|  | |
|  | \| \| Leptonema illini Hovind-Hougen 1983 \| \| \| \| \| \| Leptospira Noguchi 1917 emend. Faine and Stallman 1982 \| \| \| \| |
|  | |
|  | Leptonema illini Hovind-Hougen 1983                                                                                            |
|  | |
|  | Leptospira Noguchi 1917 emend. Faine and Stallman 1982                                                                         |
|  | |

|  | Leptonema illini Hovind-Hougen 1983                    |
|  |                                                        |
|  | Leptospira Noguchi 1917 emend. Faine and Stallman 1982 |
|  |                                                        |

|  | Brevinema andersonii Defosse et al. 1995 |
|  |                                          |
|  | Brachyspira Hovind-Hougen et al. 1982    |
|  |                                          |

|                 | Exilispira thermophila Imachi et al. 2008 |
|                 | |
| Spirochaetaceae | \| \| ?Clevelandina reticulitermitidis ♦ Bermudes et al. 1988 \| \| \| \| \| \| ?Cristispira pectinis ♪ Gross 1910 \| \| \| \| \| \| ?Diplocalyx calotermitidis ♦ (ex Gharagozlou 1968) Bermudes et al. 1988 \| \| \| \| \| \| ?Hollandina pterotermitidis ♦ (ex To et al. 1978) Bermudes et al. 1988 \| \| \| \| \| \| ?Pillotina calotermitidis ♦ (ex Hollande and Gharagozlou 1967) Bermudes et al. 1988 \| \| \| \| \| \| Spironema culicis ♠ Turk et al. 1999 \| \| \| \| \| \| Spirochaeta [parafiletic incl. Borrelia, Sphaerochaeta și Treponema] \| \| \| \| |
|                 | \| \| ?Clevelandina reticulitermitidis ♦ Bermudes et al. 1988 \| \| \| \| \| \| ?Cristispira pectinis ♪ Gross 1910 \| \| \| \| \| \| ?Diplocalyx calotermitidis ♦ (ex Gharagozlou 1968) Bermudes et al. 1988 \| \| \| \| \| \| ?Hollandina pterotermitidis ♦ (ex To et al. 1978) Bermudes et al. 1988 \| \| \| \| \| \| ?Pillotina calotermitidis ♦ (ex Hollande and Gharagozlou 1967) Bermudes et al. 1988 \| \| \| \| \| \| Spironema culicis ♠ Turk et al. 1999 \| \| \| \| \| \| Spirochaeta [parafiletic incl. Borrelia, Sphaerochaeta și Treponema] \| \| \| \| |
|                 | ?Clevelandina reticulitermitidis ♦ Bermudes et al. 1988 |
|                 | |
|                 | ?Cristispira pectinis ♪ Gross 1910 |
|                 | |
|                 | ?Diplocalyx calotermitidis ♦ (ex Gharagozlou 1968) Bermudes et al. 1988 |
|                 | |
|                 | ?Hollandina pterotermitidis ♦ (ex To et al. 1978) Bermudes et al. 1988 |
|                 | |
|                 | ?Pillotina calotermitidis ♦ (ex Hollande and Gharagozlou 1967) Bermudes et al. 1988 |
|                 | |
|                 | Spironema culicis ♠ Turk et al. 1999 |
|                 | |
|                 | Spirochaeta [parafiletic incl. Borrelia, Sphaerochaeta și Treponema] |
|                 | |

|  | ?Clevelandina reticulitermitidis ♦ Bermudes et al. 1988                             |
|  |                                                                                     |
|  | ?Cristispira pectinis ♪ Gross 1910                                                  |
|  |                                                                                     |
|  | ?Diplocalyx calotermitidis ♦ (ex Gharagozlou 1968) Bermudes et al. 1988             |
|  |                                                                                     |
|  | ?Hollandina pterotermitidis ♦ (ex To et al. 1978) Bermudes et al. 1988              |
|  |                                                                                     |
|  | ?Pillotina calotermitidis ♦ (ex Hollande and Gharagozlou 1967) Bermudes et al. 1988 |
|  |                                                                                     |
|  | Spironema culicis ♠ Turk et al. 1999                                                |
|  |                                                                                     |
|  | Spirochaeta [parafiletic incl. Borrelia, Sphaerochaeta și Treponema]                |
|  |                                                                                     |

|  | Brevinema andersonii Defosse et al. 1995 |
|  |                                          |
|  | Brachyspira Hovind-Hougen et al. 1982    |
|  |                                          |

|                 | Exilispira thermophila Imachi et al. 2008 |
|                 | |
| Spirochaetaceae | \| \| ?Clevelandina reticulitermitidis ♦ Bermudes et al. 1988 \| \| \| \| \| \| ?Cristispira pectinis ♪ Gross 1910 \| \| \| \| \| \| ?Diplocalyx calotermitidis ♦ (ex Gharagozlou 1968) Bermudes et al. 1988 \| \| \| \| \| \| ?Hollandina pterotermitidis ♦ (ex To et al. 1978) Bermudes et al. 1988 \| \| \| \| \| \| ?Pillotina calotermitidis ♦ (ex Hollande and Gharagozlou 1967) Bermudes et al. 1988 \| \| \| \| \| \| Spironema culicis ♠ Turk et al. 1999 \| \| \| \| \| \| Spirochaeta [parafiletic incl. Borrelia, Sphaerochaeta și Treponema] \| \| \| \| |
|                 | \| \| ?Clevelandina reticulitermitidis ♦ Bermudes et al. 1988 \| \| \| \| \| \| ?Cristispira pectinis ♪ Gross 1910 \| \| \| \| \| \| ?Diplocalyx calotermitidis ♦ (ex Gharagozlou 1968) Bermudes et al. 1988 \| \| \| \| \| \| ?Hollandina pterotermitidis ♦ (ex To et al. 1978) Bermudes et al. 1988 \| \| \| \| \| \| ?Pillotina calotermitidis ♦ (ex Hollande and Gharagozlou 1967) Bermudes et al. 1988 \| \| \| \| \| \| Spironema culicis ♠ Turk et al. 1999 \| \| \| \| \| \| Spirochaeta [parafiletic incl. Borrelia, Sphaerochaeta și Treponema] \| \| \| \| |
|                 | ?Clevelandina reticulitermitidis ♦ Bermudes et al. 1988 |
|                 | |
|                 | ?Cristispira pectinis ♪ Gross 1910 |
|                 | |
|                 | ?Diplocalyx calotermitidis ♦ (ex Gharagozlou 1968) Bermudes et al. 1988 |
|                 | |
|                 | ?Hollandina pterotermitidis ♦ (ex To et al. 1978) Bermudes et al. 1988 |
|                 | |
|                 | ?Pillotina calotermitidis ♦ (ex Hollande and Gharagozlou 1967) Bermudes et al. 1988 |
|                 | |
|                 | Spironema culicis ♠ Turk et al. 1999 |
|                 | |
|                 | Spirochaeta [parafiletic incl. Borrelia, Sphaerochaeta și Treponema] |
|                 | |

|  | ?Clevelandina reticulitermitidis ♦ Bermudes et al. 1988                             |
|  |                                                                                     |
|  | ?Cristispira pectinis ♪ Gross 1910                                                  |
|  |                                                                                     |
|  | ?Diplocalyx calotermitidis ♦ (ex Gharagozlou 1968) Bermudes et al. 1988             |
|  |                                                                                     |
|  | ?Hollandina pterotermitidis ♦ (ex To et al. 1978) Bermudes et al. 1988              |
|  |                                                                                     |
|  | ?Pillotina calotermitidis ♦ (ex Hollande and Gharagozlou 1967) Bermudes et al. 1988 |
|  |                                                                                     |
|  | Spironema culicis ♠ Turk et al. 1999                                                |
|  |                                                                                     |
|  | Spirochaeta [parafiletic incl. Borrelia, Sphaerochaeta și Treponema]                |
|  |                                                                                     |

|  | Turneriella parva (Hovind-Hougen et al. 1982) Levett et al. 2005                                                               |
|  | |
|  | \| \| Leptonema illini Hovind-Hougen 1983 \| \| \| \| \| \| Leptospira Noguchi 1917 emend. Faine and Stallman 1982 \| \| \| \| |
|  | |
|  | Leptonema illini Hovind-Hougen 1983                                                                                            |
|  | |
|  | Leptospira Noguchi 1917 emend. Faine and Stallman 1982                                                                         |
|  | |

|  | Leptonema illini Hovind-Hougen 1983                    |
|  |                                                        |
|  | Leptospira Noguchi 1917 emend. Faine and Stallman 1982 |
|  |                                                        |

|  | Brevinema andersonii Defosse et al. 1995 |
|  |                                          |
|  | Brachyspira Hovind-Hougen et al. 1982    |
|  |                                          |

|                 | Exilispira thermophila Imachi et al. 2008 |
|                 | |
| Spirochaetaceae | \| \| ?Clevelandina reticulitermitidis ♦ Bermudes et al. 1988 \| \| \| \| \| \| ?Cristispira pectinis ♪ Gross 1910 \| \| \| \| \| \| ?Diplocalyx calotermitidis ♦ (ex Gharagozlou 1968) Bermudes et al. 1988 \| \| \| \| \| \| ?Hollandina pterotermitidis ♦ (ex To et al. 1978) Bermudes et al. 1988 \| \| \| \| \| \| ?Pillotina calotermitidis ♦ (ex Hollande and Gharagozlou 1967) Bermudes et al. 1988 \| \| \| \| \| \| Spironema culicis ♠ Turk et al. 1999 \| \| \| \| \| \| Spirochaeta [parafiletic incl. Borrelia, Sphaerochaeta și Treponema] \| \| \| \| |
|                 | \| \| ?Clevelandina reticulitermitidis ♦ Bermudes et al. 1988 \| \| \| \| \| \| ?Cristispira pectinis ♪ Gross 1910 \| \| \| \| \| \| ?Diplocalyx calotermitidis ♦ (ex Gharagozlou 1968) Bermudes et al. 1988 \| \| \| \| \| \| ?Hollandina pterotermitidis ♦ (ex To et al. 1978) Bermudes et al. 1988 \| \| \| \| \| \| ?Pillotina calotermitidis ♦ (ex Hollande and Gharagozlou 1967) Bermudes et al. 1988 \| \| \| \| \| \| Spironema culicis ♠ Turk et al. 1999 \| \| \| \| \| \| Spirochaeta [parafiletic incl. Borrelia, Sphaerochaeta și Treponema] \| \| \| \| |
|                 | ?Clevelandina reticulitermitidis ♦ Bermudes et al. 1988 |
|                 | |
|                 | ?Cristispira pectinis ♪ Gross 1910 |
|                 | |
|                 | ?Diplocalyx calotermitidis ♦ (ex Gharagozlou 1968) Bermudes et al. 1988 |
|                 | |
|                 | ?Hollandina pterotermitidis ♦ (ex To et al. 1978) Bermudes et al. 1988 |
|                 | |
|                 | ?Pillotina calotermitidis ♦ (ex Hollande and Gharagozlou 1967) Bermudes et al. 1988 |
|                 | |
|                 | Spironema culicis ♠ Turk et al. 1999 |
|                 | |
|                 | Spirochaeta [parafiletic incl. Borrelia, Sphaerochaeta și Treponema] |
|                 | |

|  | ?Clevelandina reticulitermitidis ♦ Bermudes et al. 1988                             |
|  |                                                                                     |
|  | ?Cristispira pectinis ♪ Gross 1910                                                  |
|  |                                                                                     |
|  | ?Diplocalyx calotermitidis ♦ (ex Gharagozlou 1968) Bermudes et al. 1988             |
|  |                                                                                     |
|  | ?Hollandina pterotermitidis ♦ (ex To et al. 1978) Bermudes et al. 1988              |
|  |                                                                                     |
|  | ?Pillotina calotermitidis ♦ (ex Hollande and Gharagozlou 1967) Bermudes et al. 1988 |
|  |                                                                                     |
|  | Spironema culicis ♠ Turk et al. 1999                                                |
|  |                                                                                     |
|  | Spirochaeta [parafiletic incl. Borrelia, Sphaerochaeta și Treponema]                |
|  |                                                                                     |

|  | Brevinema andersonii Defosse et al. 1995 |
|  |                                          |
|  | Brachyspira Hovind-Hougen et al. 1982    |
|  |                                          |

|                 | Exilispira thermophila Imachi et al. 2008 |
|                 | |
| Spirochaetaceae | \| \| ?Clevelandina reticulitermitidis ♦ Bermudes et al. 1988 \| \| \| \| \| \| ?Cristispira pectinis ♪ Gross 1910 \| \| \| \| \| \| ?Diplocalyx calotermitidis ♦ (ex Gharagozlou 1968) Bermudes et al. 1988 \| \| \| \| \| \| ?Hollandina pterotermitidis ♦ (ex To et al. 1978) Bermudes et al. 1988 \| \| \| \| \| \| ?Pillotina calotermitidis ♦ (ex Hollande and Gharagozlou 1967) Bermudes et al. 1988 \| \| \| \| \| \| Spironema culicis ♠ Turk et al. 1999 \| \| \| \| \| \| Spirochaeta [parafiletic incl. Borrelia, Sphaerochaeta și Treponema] \| \| \| \| |
|                 | \| \| ?Clevelandina reticulitermitidis ♦ Bermudes et al. 1988 \| \| \| \| \| \| ?Cristispira pectinis ♪ Gross 1910 \| \| \| \| \| \| ?Diplocalyx calotermitidis ♦ (ex Gharagozlou 1968) Bermudes et al. 1988 \| \| \| \| \| \| ?Hollandina pterotermitidis ♦ (ex To et al. 1978) Bermudes et al. 1988 \| \| \| \| \| \| ?Pillotina calotermitidis ♦ (ex Hollande and Gharagozlou 1967) Bermudes et al. 1988 \| \| \| \| \| \| Spironema culicis ♠ Turk et al. 1999 \| \| \| \| \| \| Spirochaeta [parafiletic incl. Borrelia, Sphaerochaeta și Treponema] \| \| \| \| |
|                 | ?Clevelandina reticulitermitidis ♦ Bermudes et al. 1988 |
|                 | |
|                 | ?Cristispira pectinis ♪ Gross 1910 |
|                 | |
|                 | ?Diplocalyx calotermitidis ♦ (ex Gharagozlou 1968) Bermudes et al. 1988 |
|                 | |
|                 | ?Hollandina pterotermitidis ♦ (ex To et al. 1978) Bermudes et al. 1988 |
|                 | |
|                 | ?Pillotina calotermitidis ♦ (ex Hollande and Gharagozlou 1967) Bermudes et al. 1988 |
|                 | |
|                 | Spironema culicis ♠ Turk et al. 1999 |
|                 | |
|                 | Spirochaeta [parafiletic incl. Borrelia, Sphaerochaeta și Treponema] |
|                 | |

|  | ?Clevelandina reticulitermitidis ♦ Bermudes et al. 1988                             |
|  |                                                                                     |
|  | ?Cristispira pectinis ♪ Gross 1910                                                  |
|  |                                                                                     |
|  | ?Diplocalyx calotermitidis ♦ (ex Gharagozlou 1968) Bermudes et al. 1988             |
|  |                                                                                     |
|  | ?Hollandina pterotermitidis ♦ (ex To et al. 1978) Bermudes et al. 1988              |
|  |                                                                                     |
|  | ?Pillotina calotermitidis ♦ (ex Hollande and Gharagozlou 1967) Bermudes et al. 1988 |
|  |                                                                                     |
|  | Spironema culicis ♠ Turk et al. 1999                                                |
|  |                                                                                     |
|  | Spirochaeta [parafiletic incl. Borrelia, Sphaerochaeta și Treponema]                |
|  |                                                                                     |